# Cryptoforis victoriensis
Cryptoforis victoriensis is een spinnensoortuit de familie van de valdeurspinnen (Idiopidae). De wetenschappelijke naam van de soort werd voor het eerst geldig gepubliceerd in 1995 door Main als Arbanitis victoriensis.
De soort komt voor in Australië.